# Ludewig von Cramm

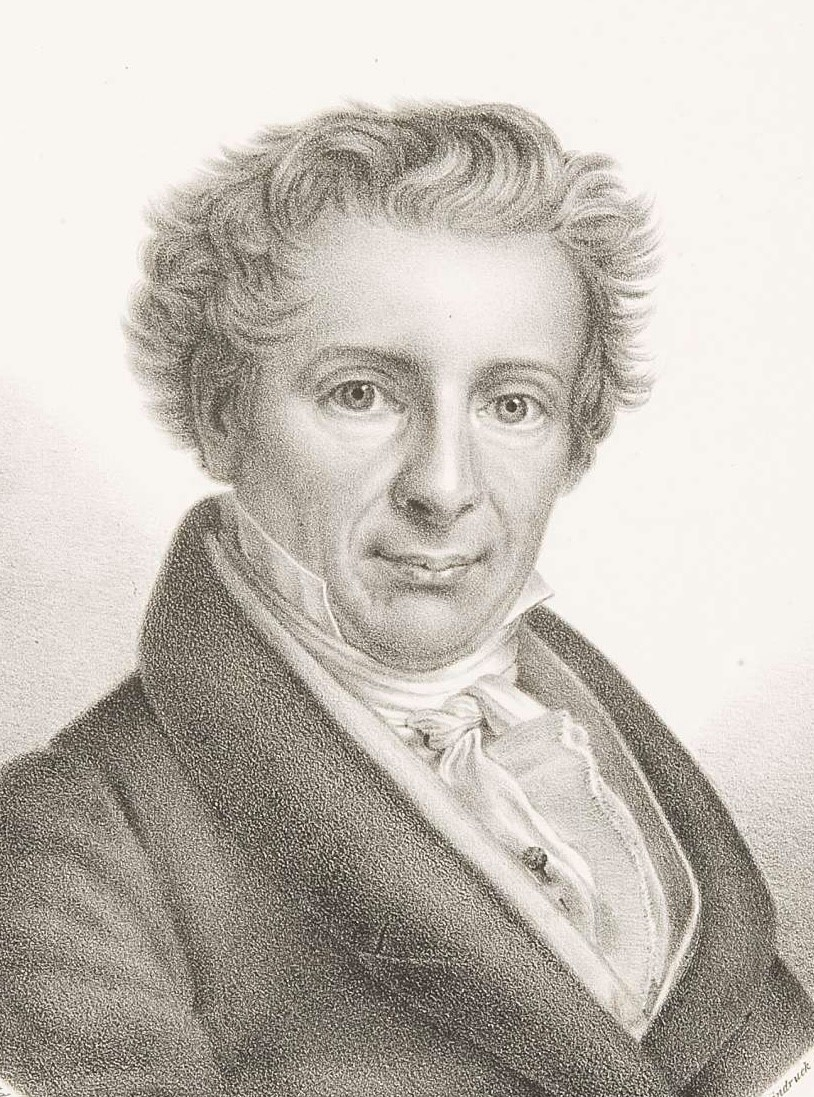
Kupferstich von Ludwig von Cramm um 1830

Ludwig Thedel August Freiherr von Cramm (* 1791; † 1858) war ein braunschweigischer Kammerherr, Präsident der 2. Kammer sowie Mitglied des Vorparlaments der Frankfurter Nationalversammlung.

## Leben

### Herkunft
Ludwig (Louis) von Cramm stammte aus dem niedersächsischen Adelsgeschlecht von Cramm und war der älteste Sohn des braunschweigischen Kammerherrn Philipp Leberecht Freiherr von Cramm und seiner ersten Ehefrau Karoline, geb. Schulte von der Lühe, auf Schloss Oelber und Sambleben.

### Auseinandersetzung mit Herzog Karl II.
Bekanntheit erlangte er insbesondere durch seinen Widerstand gegen den beim Volk unbeliebten Herzog Karl II. von Braunschweig und Lüneburg. Dieser hatte 1829 alle seine Beamten aufgefordert, ihren Diensteid zu erneuern, den Cramm mit der Begründung verweigerte, dass er lediglich Titular-Kammerherr sei und somit unabhängig. Als der Herzog ihn daraufhin abermals aufforderte, dem Eid nachzukommen, schickte dieser ihm den Kammerherrnschlüssel samt einem Entschuldigungsschreiben zurück. Herzog Karl war daraufhin derart erzürnt, dass er ihn von allen Ämtern enthob und ihm obendrauf den Zutritt zum Hof sowie zu allen dazugehörenden Einrichtungen wie „das Museum, die Bildgallerie, das Hoftheater, die herrschaftlichen Gärten, die nächste Umgebung des Schlosses“ „für alle Mal“ untersagte. Zudem verbot er allen herrschaftlichen Dienern und Amtsträgern jeglichen Umgang (schriftlich oder mündlich) mit Cramm.
Dabei blieb es nicht. Zusätzlich durfte der Hofchirurg und Geburtshelfer Grimm, der schon bei anderen Geburten der Cramms geholfen hatte, nur bei der anstehenden Geburt eines der Kinder von Ludwig mithelfen, wenn dieser versicherte, nie mehr nach Frankfurt zu reisen, um an der "Betreibung ständischer Angelegenheiten" teilzunehmen. Cramm verweigerte auch diese Bedingung und reiste mit seiner Frau nach Celle, damit sie dort das Kind mit ärztlicher Versorgung bekommen konnte. Der Historiker Karl Eduard Vehse schrieb, dass der Herzog aus Rache den Befehl erteilte, man solle beim Einsetzen der Wehen in der Nähe der Crammschen Güter eine Pulverexplosion veranstalten, um das Paar besonders zu peinigen. Der Verleger Ernst Keil widersprach dieser Darstellung und meinte: "Unser Mann ist der Herzog Carl wahrlich nicht, alberne Anekdötchen aber, die in den dreißig Jahren vom Braunschweiger Adel ausgestreut wurden, um den Hass gegen Herzog Carl zu nähren, sollte man nicht einem Geschichtswerk einverleiben.
Ob wahr oder nicht, beliebt machte sich Herzog Karl mit seinem Streit mit von Cramm nicht. In der damit eingehenden medialen Berichterstattung sprach man von Cramm als einem „unserer angesehensten Gutsbesitzer“, „[...] welcher alle Achtung genießt, und sich stets als ein Mann von unbescholtenem und rechtlichen Charakter erwiesen hat“.
Beim Bundesrat nutzte er seinen Rückhalt bei den Landständen und Volk und setzte sich in seiner Funktion als Bevollmächtigter der Braunschweigischen Landstände und Mitglied des Vorparlaments der Frankfurter Nationalversammlung für die Absetzung Herzog Karls ein. Als der österreichische Staatskanzler Klemens Fürst von Metternich sich 1830 in Frankfurt befand, versuchte er Cramm von seinem Vorhaben abzubringen und nahm Herzog Karl in Schutz, indem er resümierte, dass die Beziehung zwischen Landesfürsten und Landständen eben wie eine Ehe sei, worauf Cramm erwiderte, dass es in Braunschweig dann eine „schlechte Ehe“ sei. Cramms Bemühungen für Karls Absetzung wurden im selben Jahr vom Braunschweiger Volksaufstand am 7. September unterbrochen, als der Herzog vertrieben wurde.
Die braunschweigischen Landstände riefen nach der Flucht Karls dessen Bruder nach Braunschweig; Wilhelm wurde zwei Tage später provisorischer Generalgouverneur und erst im Folgejahr offizieller Nachfolger als Herzog – auch da Karl nie aus seinem Exil zurückkehrte. Damit hatte zum ersten Mal eine Revolution einen deutschen Herrscher vom Thron verdrängt. Mit der Thronbesteigung Wilhelms normalisierte sich die Beziehung Cramms zum Braunschweiger Hof.
Mit seiner Ehefrau Juliane Auguste Dorothea, geb. Freiin von Marenholtz, hatte er drei Kinder:
- Burchard August Ludwig (* 1829)
- Karoline Louise Juliane (* 1831, verh. von Lauingen)
- Anna Marie Louise (* 1834)